# Першин, Юрий Владимирович
Юрий Владимирович Першин (род. 4 апреля 1994, Ейск, Россия) — российский профессиональный баскетболист, играющий на позиции лёгкого форварда.

## Карьера
Першин начал заниматься баскетболом в Ейске у тренера Ивана Георгиевича Игнашева. В 12 лет Юрий отправился в Санкт-Петербург на просмотр в «Спартак», где ему предложили остаться. С 2013 года привлекался к играм основного состава. В 2014 году, после потери клубом профессионального статуса, перешёл в «Химки-Подмосковье».
В 2015 году Першин вернулся в «Спартак», в составе которого стал чемпионом Суперлиги-2 дивизион и был признан «Лучшим атакующим защитником» турнира. В 46 играх в среднем за матч набирал 8,6 очка, 3,5 подбора и 3,5 передачи.
В июле 2016 года Першин подписал контракт с «Тамбовом».
В июне 2018 года перешёл в «Иркут», за который провёл 16 игр и набирал 7,9 очков, 4,1 подбора, 1,6 передачи и 1,8 перехвата в среднем за матч.
После расформирования иркутского клуба, Першин вновь вернулся в «Спартак», подписав контракт до конца сезона 2018/2019. В составе петербургской команды Юрий стал серебряным призёром Суперлиги-1. В 24 матчах его статистика составила 4,2 очка, 1,9 подбора, 1,4 передач и 0,8 перехватов.
В июле 2019 года Першин стал игроком «Руны». В 28 матчах Юрий набирал 5,7 очка, 3,3 подбора и 1,4 передачи.
В мае 2020 года Першин подписал с «Руной» новый контракт.
В сезоне 2021/2022 Першин стал серебряным призёром Суперлиги-1 и бронзовым призёром Кубка России.
Суммарно за 3 сезона в составе «Руны» Першин принял участие в 105 матчах, набирая в среднем 4,4 очка, 2,6 подбора и 0,9 передачи.
Летом 2022 года Першин перешёл в «Химки». В составе команды Юрий стал бронзовым призером Суперлиги.

## Достижения
- Серебряный призёр Суперлиги (3): 2018/2019, 2021/2022, 2023/2024
- Бронзовый призёр Суперлиги: 2022/2023
- Чемпион Суперлиги-2 дивизион: 2015/2016
- Бронзовый призёр Единой молодёжной лиги ВТБ: 2014/2015
- Бронзовый призёр Кубка России: 2021/2022

## Статистика
| Сезон                                                                                   | Команда                   | Лига            | GP | GS | MPG | FG%  | 3P%  | FT%  | RPG | APG | SPG | BPG | PPG |  |
| 2013/14                                                                                 | Все клубы                 | Все лиги        | 17 | 6  | 8,0 | 18,2 | 20,0 | 50,0 | 1,0 | 0,4 | 0,1 | 0,1 | 0,5 |  |
| 2013/14                                                                                 | Спартак (Санкт-Петербург) | Единая лига ВТБ | 10 | 3  | 8,0 | 16,7 | 25,0 | 50,0 | 1,0 | 0,4 | 0,2 | 0,1 | 0,4 |  |
| 2013/14                                                                                 | Спартак (Санкт-Петербург) | Кубок Европы    | 7  | 3  | 7,8 | 20,0 | 0,0  | 0,0  | 1,0 | 0,3 | 0,0 | 0,1 | 0,7 |  |
|                                                                                         |                           | Всего           | 17 | 6  | 8,0 | 18,2 | 20,0 | 50,0 | 1,0 | 0,4 | 0,1 | 0,1 | 0,5 |  |
| Наведите курсор мыши на аббревиатуры в заголовке таблицы, чтобы прочесть их расшифровку |                           |                 |    |    |     |      |      |      |     |     |     |     |     |  |